# Balçıkhisar, Çumra
Balçıkhisar là một xã thuộc huyện Çumra, tỉnh Konya, Thổ Nhĩ Kỳ. Dân số thời điểm năm 2011 là 304 người.